# Пронічева Діна Миронівна
Діна Миронівна Мстиславська, у шлюбі Пронічева  (7 січня 1911, Чернігів — 1977, Київ) — українська театральна акторка та лялькарка єврейського походження, одна із 28 людей, що зуміли врятуватися з Бабиного Яру.

## Життєпис
Діна Мстиславська народилася у Чернігові. В юності переїхала до Києва.
1932 року одружилася з Віктором Пронічевим. Народила доньку Лідію (1938 р.н.) та сина Володимира (1940 р.н.).
Працювала у Київському центральному театрі ляльок.
На початок війни проживала разом із чоловіком та дітьми на вулиці Воровського, 41. Неподалік, на вул. Кониського, 27, мешкали батьки, брати та сестра. Брати пішли на фронт.
29 вересня 1941 року, виконуючи німецький наказ, вирушила разом із батьками та сестрою у Бабин Яр. У Бабиному Ярі їй спершу вдалося переконати німців, що вона українка, і приєднатися до групи людей, які випадково потрапили туди. Проте вже увечері 29 вересня надійшов наказ розстріляти цих людей як свідків розстрілів.
Ще до того, як по ній почали стріляти, впала з урвища на тіла загиблих і, вдавши вбиту, впродовж трьох днів намагалася вийти за межі Бабиного Яру. На третій день їй вдалося сховатись у сараї, однак господиня, виявивши її, повідомила про це німців, і Діна Пронічева вдруге потрапила у Бабин Яр.
Із стенограми свідчень Діни Пронічевої 24 квітня 1946 року:
|  | Я піднялася на горбок, сіла. Спочатку дивилася на усі ці жахи: на моїх очах роздягали, били, люди істерично сміялися, мабуть, божеволіли, ставали за декілька хвилин сивими. Грудних дітей виривали у матерів і кидали вгору через якусь піщану стіну, усіх голих шикували по дві-три людини і вели на якесь підвищення до піщаної стіни, у якій були прорізи, туди люди входили і не поверталися. |

Однак цього разу вона серед інших полонених була посаджена у вантажівку, та в районі Шулявки Діні Пронічевій та її подрузі, Любові Шамін, вдалося втекти. Опісля вони переховувалися у дружини двоюрідного брата Діни Пронічевої, а потім перебралися у Дарницю.
У грудні 1941 року вона забрала до себе сина, а 23 лютого 1942 року була заарештована гестапо. Тоді ж був заарештований й її чоловік, згодом його розстріляли. Діна Пронічева майже місяць пробула у в'язниці і була врятована поліцаєм, який насправді був партизаном.
Після другої втечі працювала у театрі, часто тікала з міста через загрозу викриття. Остаточно повернулася до Києва після звільнення міста.
У 1944 році знайшла у дитячих будинках обох дітей.
Після завершення війни, у січні 1946 року, виступила свідком на Київському процесі, коли судили та стратили кількох німецьких офіцерів.
У повоєнні роки також працювала артисткою у Театрі ляльок. Одружилася з колегою по театру Григорієм Афанасьєвим. Мешкала у тому ж будинку, що й до війни.
У 1960-х роках свідчила про події осені 1941 року, збиралася разом із небайдужими у Бабиному ярі, весь час підтримувала зв'язки із колишніми в'язнями Сирецького концтабору. Брала участь у неофіційних зборах у 1966 році.
Померла через хворобу нирок, які застудила під час переховувань від гестапо 1941 року.
Діна Пронічева стала символом відваги та незламності. Окрім неї, з Бабиного Яру вдалося врятуватися лише 28 особам.

## В мистецтві
- Одна з головних героїнь роману Анатолія Кузнецова «Бабин Яр»
- Одна з героїнь твору Тимура Литовченка «Мотя»